# 데이어스 엑스

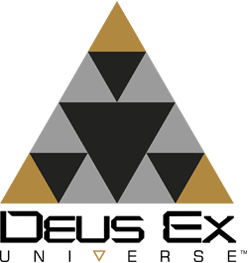
데이어스 엑스 시리즈의 현재 로고.

《데이어스 엑스》(Deus Ex)는 액션 롤플레잉 1인칭 슈팅 잠입 비디오 게임 시리즈이다. 이 시리즈는 처음 두 게임은 이온 스톰이 개발하였으며, 이후 게임들은 Eidos Montreal이 개발하였다. 21세기를 배경으로 한다.
이 시리즈는 현재 6개의 게임으로 구성되어 있다:
- 데이어스 엑스 (2000년)
- 데이어스 엑스: 인비저블 워 (2003년)
- 데이어스 엑스: 휴먼 레볼루션 (2011년)
- 데이어스 엑스: 더 폴 (2013년)
- 데이어스 엑스 고 (2016년)
- 데이어스 엑스: 맨카인드 디바이디드 (2016년)

Eidos는 2013년 10월에 이 시리즈의 미래 게임들이 데이어스 엑스 유니버스(Deus Ex Universe) 산하에 들어갈 것이라고 언급하였다. 이 시리즈는 수년에 걸쳐 많은 호응을 받았으며 전 세계적으로 4,500,000본 이상을 판매하였다.
| 게임                               | 게임랭킹스 | 메타크리틱                           |
| ---------------------------------- | ---------- | ------------------------------------ |
| 데이어스 엑스                      | -          | (PC) 90 (PS2) 81                     |
| 데이어스 엑스: 인비저블 워         | -          | (Xbox) 84 (PC) 80                    |
| 데이어스 엑스: 휴먼 레볼루션       | -          | (PC) 90 (PS3) 89 (X360) 89 (WIIU) 88 |
| 데이어스 엑스: 더 폴               | -          | (iOS) 69 (PC) 45                     |
| 데이어스 엑스 고                   | -          | (iOS) 81                             |
| 데이어스 엑스: 맨카인드 디바이디드 | -          | (PS4) 84 (PC) 83 (XONE) 83           |